# Лебединцы (Житомирская область)
Лебеди́нцы (укр. Лебединці) — село на Украине, основано в 1683 году, находится в Андрушёвском районе Житомирской области.
Код КОАТУУ — 1820386001. Население по переписи 2001 года составляет 436 человек. Почтовый индекс — 13446. Телефонный код — 4136. Занимает площадь 29,97 км².

## Адрес местного совета
13446, с.Лебединцы, ул.Ленина, 1